# Glacera de Ried
La Glacera de Ried, anomenada en alemany Riedgletscher, és una glacera de Suïssa, situada als Alps Penins, al peu del massís dels Mischabels.

## Geografia
La font de la glacera Ried es troba a la cara nord del Nadelhorn, al massís dels Mischabels. La glacera flueix cap al nord-oest sobre una cornisa i s'origina a una altitud d’entre 3.400 m i 3.600 m. Limita amb el Dürrenhorn a l'oest i el Balfrin a l'est. Més avall, la glacera s'uneix a una vall al nord-oest que limita amb el Breithorn a l'oest i el Färichhorn a l'est.
La llengua de la glacera es fa estreta ràpidament i acaba a una altitud de 2.100 m. El Riedbach hi neix, abans de desembocar a la Matter Vispa, prop de Saint-Nicolas .
A l'est de la glacera hi ha el Bordierhütte, al qual només s'hi pot arribar creuant la glacera i que és el punt de partida de les curses al nord del massís dels Mischabels.
478/5000

## Història
A la petita edat de gel a mitjans del segle xix, la glacera Ried es va estendre 1 km més a la vall i va acabar per sota del límit actual del bosc.

## Turisme
A una altitud de 2886 m, en un podi rocós a l'est de la glacera de Ried es troba la cabana fronterera del Club Alpí Suís. La cabana només es accessible creuant la glacera i serveix de punt de partida per a l'escalada al massís nord de Mischabels.